# Pui de Juli
El Pui de Juli és una muntanyeta situada en el terme municipal d'Isona i Conca Dellà, dins de l'antic terme d'Isona, al Pallars Jussà.
És a prop i al sud-est de la vila d'Isona, a l'altra banda de la carretera C-1412 i del barranc de la Colomera.